# Tenyérlap
A tenyérlap (vagy más néven tenyérellenállás) az úszásoktatás, illetve versenyfelkészítés segédeszköze, lényegében két műanyag lap a kézre húzva. A tenyérlap növeli az úszáshatékonyságot, és segít a helyes vízfogás kialakításában.
Segítségével a mozgásba hozott víz tömege megnövekszik, így a hajtóerő és az úszás sebessége is nő. Eközben a tenyér és víz között szándékosan megváltoztatott érintkezés fejleszti az úszó mozgáskoordinációját, állóképességét valamint úszóizmainak erejét is.
A tenyérlap hátránya, hogy hibás karmozgás esetén drasztikus sebességnövekedés érhető el, mely megtévesztő lehet az úszó számára.

## Teknőc
A tenyérlap egy speciális fajtája a magyar fejlesztésű teknőc. A kézfejre csatolható eszköz alakja egy lefelé fordított teknőspáncélra emlékeztet. Használják a felkészülés ideje alatt a hazai versenysportban, valamint az úszásoktatás során.

## Külső hivatkozások
- Vita a tenyérlap használatáról[halott link]
- Szakmai anyag a teknőcről[halott link]